# Allison Newham
Allison Newham es una deportista australiana que compitió en judo. Ganó dos medallas en el Campeonato de Oceanía de Judo en los años 2003 y 2006.

## Palmarés internacional
| Campeonato de Oceanía | Campeonato de Oceanía | Campeonato de Oceanía | Campeonato de Oceanía |
| Año                   | Lugar                 | Medalla               | Categoría             |
| --------------------- | --------------------- | --------------------- | --------------------- |
| 2003                  | Suva (Fiyi)           | Medalla de bronce     | –63 kg                |
| 2006                  | Papeete (Francia)     | Medalla de oro        | –63 kg                |